# Piotr Wiesiołowski
Piotr Wiesiołowski (Młodszy) herbu Ogończyk (zm. w 1621 roku) – marszałek wielki litewski w 1616 roku, marszałek nadworny Wielkiego Księstwa Litewskiego w 1598 roku, podskarbi nadworny Wielkiego Księstwa Litewskiego w 1590 roku,  starosta kowieński w latach 1592-1618, tykociński, od 1603 starosta wasilkowski, starosta rumborski i berżnicki, leśniczy nowodworski i perstuński, niewodniczy grodzieński w latach 1596-1621, sekretarz Stefana Batorego.
Około 1570 roku wzniósł w Białymstoku murowany zamek obronny wybudowany według projektu Hioba Bretfusa. Zamek ten po późniejszych przebudowach stał się pałacem. Posiadał letnią rezydencję w Kamiennej (wsi położonej w pobliżu Dąbrowy Białostockiej). Fundator kościoła farnego w Białymstoku oraz kościół św. Anny w Starej Kamiennej obok Dąbrowy Białostockiej, obecnie najstarszej budowli drewnianej na Podlasiu zachowanej do dziś.
Edukację odbył na reformacyjnych uniwersytetach niemieckich. Prawdopodobnie przed ślubem z Zofią Lubomirską (w 1579) dokonał konwersji na katolicyzm.
Jego ojciec, również Piotr - dzierżawca leśnictwa perstuńskiego i nowodworskiego, podczas jednego z polowań uratował życie Zygmunta Augusta co zbliżyło go do dworu królewskiego.